# Тетрадь смерти (мюзикл)
Мюзикл «Тетрадь смерти» — постановка, основанная на одноимённой манге, придуманной Цугуми Обой и нарисованной Такэси Обатой, музыку для которой написал известный бродвейский композитор Фрэнк Уайлдхорн, тексты песен написал Джэк Мёрфи, а сценарий — Иван Менчелл.
Мюзикл анонсировали в декабре 2013 года, а мировая премьера состоялась 6 апреля 2015 года в Токио. Премьера корейской версии постановки состоялась в июле того же года в Сеуле. Режиссёром обеих версий выступил Курияма Тамия. В январе 2017 года в Сеуле вновь прошёл мюзикл, а в сентябре того же года прошел новый показ в Токио. В конце июля 2017 года продюсерский центр «Пентаграмма» объявил о том, что собирается ставить мюзикл в России и уже работает над получением необходимых прав для этого, а также над альбомом с песнями, переведенными на русский язык.

## Сюжет мюзикла
Общий сюжет постановки соответствует истории манги, рассказывающей о японском ученике-отличнике Ягами Лайте, который по воле судьбы и синигами Рюка получает в руки Тетрадь смерти — магическое оружие для убийства. Он решает изменить мир и начинает вершить правосудие — казнить преступников. Вот только его действия не остаются безнаказанными.

### Акт 1
В школьном классе идёт урок, на котором Ягами Лайт выражает своё недовольство относительно судебной системы. Тем временем, в мире синигами Рюк рассказывает Рэм о том, как ему скучно живётся, а затем бросает свою Тетрадь смерти в мир людей, дабы развлечься. Лайт находит тетрадь и в шутку пишет в ней имя преступника, которого показывали на экране телевизора. Когда тот умирает, Лайт в ужасе осознаёт, что натворил, но затем приходит в себя и начинает использовать тетрадь, чтобы вершить правосудие. Когда японская полиция понимает, что преступники не просто так массово умирают, они решают привлечь к расследованию известного детектива L.
Рюк встречается с Лайтом. Саю, сестра Лайта, приглашает брата пойти с ней на концерт Аманэ Мисы, а с ними и Рюк увязался. Миса начинает свой концерт с благодарственной речи, адресованной Кире (яп. キラ, Kira, от английского «killer»). После выступления Саю говорит, что ей не понравилась эта речь и лучше бы Кира был похож на её брата.
Вернувшись домой, Лайт видит по телевизору обращение некого Линда Л. Тэйлора, представившегося как L и бросившего вызов Кире. В эмоциональном порыве Лайт пишет имя в тетради, убивает Тэйлора и узнаёт, что это был не настоящий L, а преступник, которого за него выдали. Настоящий L жив, и, благодаря трансляции получил важные сведения о Кире. После передачи Лайт разговаривает со своим отцом о том, что произошло. Соитиро чувствует, что L зашёл слишком далеко, жертвуя чужой жизнью.
По телевизору сообщают о прибытии в Японию агентов ФБР для расследования дела о Кире, и Лайту удаётся получить информацию об одном из них в Интернете. Он встречается с этим агентом на станции Синдзюку и заставляет его написать имена остальных на листках, вырванных из Тетради смерти. После этого агент совершает самоубийство, бросившись под поезд. После смерти агентов, всем следователям, участвовавшим в расследовании, дали возможность уйти в отставку или перевестись, чем некоторые и воспользовались.
Лайт и массовка начинают петь репризу песни «Где справедливость?», показывая, что народ начинает верить в то, что Кира и есть справедливость. L выражает своё несогласие, называет Киру сумасшедшим маньяком, а себя — справедливостью. В конце первого акта на сцене появляется Миса, которая находит ещё одну Тетрадь смерти.

### Акт 2
Второй акт начинается ровно с того места, где закончился первый — Миса находит Тетрадь Смерти. После того, как девушка прикоснулась к ней, появляется Рэм, которая рассказывает о таинственной находке, правилах её использования, а также о том, чьей была эта тетрадь изначально. Миса просит дать ей глаза Синигами, которые позволят ей видеть имена людей и сроки их жизней, чтобы найти Киру. Рэм безрезультатно пытается её отговорить, но в итоге совершает сделку, дав девушке то, что она хотела, забрав у неё при этом половину оставшейся жизни.
L подозревает, что сын Ягами Соитиро — это Кира. Он начинает усиленную слежку за ним. L и Лайт встречаются на церемонии поступления в Токийский университет, где представляется как Рюга Хидэки и рассказывает Лайту, что он — это L. Тем временем Миса планирует тайную встречу с Кирой, она сочиняет новую песню, посвящённую Кире, в которой спрятала послание, которое поймёт только он. Девушка передаёт в новости кассеты с записями своего изменённого голоса, на которых представляется как «Второй Кира». Саю даёт брату послушать новую песню, в которой он слышит послание.
Лайт и Миса встречаются и касаются тетрадей друг друга, чтобы видеть Синигами. Миса предлагает Лайту стать его девушкой. Он соглашается при условии, что она скажет ему имя человека, который за ним следит. Миса не хочет убивать невинного, но всё же говорит его имя: Моги Кандзо. Лайт быстро уходит, оставляя расстроенную Мису. Рюк напоминает Рэм, которая хочет помочь девушке, о правилах Синигами и предупреждает о последствиях их нарушения.
L в очередной раз сообщает группе расследования о своих подозрениях относительно Ягами Лайта, чем очень недоволен Соитиро. Они говорят наедине. Соитиро напоминает о том, что за их домом неделями велось видео-наблюдение, и никаких результатов это не дало, но L сообщает о том, что Моги погиб. Лайт не знал его имени, из чего он сделал вывод, что Кира и Второй Кира встретились. Соитиро начинает сомневаться и принимает факт, что его сын может оказаться Кирой.
Лайт и L играют в теннис. После матча приходит Миса, и Лайт представляет её как свою девушку. Она понимает, что имя L, которое ей назвали, и то, что она видит над его головой, не совпадают. На сцене появляются фанаты, которые узнают Мису, и та в спешке убегает. Лайт пытается ей позвонить, но её телефон уже у L. Он говорит, что Миса арестована, поскольку у него есть доказательства того, что она — Второй Кира.
Миса в заключении, её сковали так, чтобы она не могла пошевелиться, и даже завязали глаза. L допрашивает её, но девушка стойко держится не выдаёт ничего, связанного с Кирой или Лайтом. Она поёт песню о том, что никогда не предаст Лайта, а ценность жизни заключается в том, насколько сильно человек может любить. После недель пыток, Миса говорит, что больше не может это терпеть, и просит Рэм убить её. Синигами отказывает ей в этой просьбе. Тогда девушка отказывается от прав на Тетрадь смерти, после чего Рэм забирает все её воспоминания, связанные с тетрадью, Кирой и синигами.
Рэм отправляется к Лайту и просит его спасти Мису. Он понимает, что L ни за что не отпустит её, потому что девушка знает его настоящее имя. Рэм понимает, чего добивается Лайт, и соглашается убить L, лишь бы спасти жизнь Мисы и сделать её счастливой. Она соглашается на план и погибает, записав в тетради то, что ей сказал Лайт.
Всё происходит точно так, как было записано — L приходит на верфь, где ранит Лайта в ногу выстрелом из пистолета, чтобы всё выглядело так, словно бы L сам и был Кирой, а Лайт пытался его остановить. После этого L начинает терять рассудок из-за действия Тетради смерти, и стреляет себе в висок, падая замертво. L и Рэм мертвы, Лайт уже праздновал свою победу, когда появился Рюк. Он говорит, что ему было весело с Лайтом, но теперь, когда тот победил, ему снова будет скучно. Лайт умоляет его не убивать себя, но безрезультатно. Рюк пишет в своей Тетради Смерти имя Лайта, после чего тот умирает рядом со своим заклятым врагом L.
Утром Соитиро и Саю находят тела L и Лайта. Все скорбят, на заднем плане массовка поёт реквием, на сцене появляется Миса, которая развевает по ветру песок, как символ того, что осталось от Рэм, и того, что её время в этом мире кончалось, словно в песочных часах.

## Песни
| Название песни (Акт 1)                                                                 | Кто исполняет                | Название песни (Акт 2)                                                      | Кто исполняет             |
| -------------------------------------------------------------------------------------- | ---------------------------- | --------------------------------------------------------------------------- | ------------------------- |
| 1. Увертюра Overture (オーバーチュア)                                                  | Оркестр                      | 12. Жестокая мечта Zankokuna Yume (残酷な夢)                                | Рэм, Аманэ Миса           |
| 2. Где справедливость? Seigi wa Doko ni? (正義はどこに)                                | Ягами Лайт, массовка         | 13. Игра смерти Shi no Gēmu (死のゲーム)                                    | L, Ягами Лайт, Аманэ Миса |
| 3. Жалкие людишки Awarena Ningen (哀れな人間)                                          | Рюк, Рэм                     | 14. Тайное послание Himitsu no messēji (秘密のメッセージ)                   | Аманэ Миса                |
| 4. Тетрадь смерти Desu Noto (デスノート)                                               | Ягами Лайт                   | 15. Неоспоримая правда Yuruganu Shinjitsu (揺るがぬ真実)                    | L                         |
| 5. Кира Kira (キラ)                                                                    | Рюк                          | 16. Жестокая мечта (реприза) Zankokuna Yume Ripuraizu (残酷な夢 リプライズ) | Рэм, Рюк                  |
| 6. Я готова любить Koi Suru Kakugo (恋する覚悟)                                        | Аманэ Миса                   | 17. С честью Meiyo ni Kakete (名誉にかけて)                                 | Ягами Соитиро             |
| 7. Мой герой Watashi no Hīrō (私のヒーロー)                                            | Ягами Саю, Аманэ Миса        | 18. В нём Yatsu no Naka he (ヤツの中へ)                                     | L, Ягами Лайт             |
| 8. Игра начинается Gēmu no Hajimari (ゲームの始まり)                                   | L                            | 19. Ценность жизни Inochi no Kachi (命の価値)                               | Аманэ Миса                |
| 9. Не пересекай эту черту Issen wo Koeru na (一線を越えるな)                           | Ягами Соитиро, Ягами Лайт    | 20. Глупая любовь Oroka na Ai (愚かな愛)                                    | Рэм                       |
| 10. Тайны и ложь Himitsu to Uso (秘密と嘘)                                             | L, Ягами Лайт, Ягами Соитиро | 21. Последние мгновения Saigo no Toki (最期の時)                            | Ягами Лайт, L             |
| 11. Где справедливость? (реприза) Seigi wa Doko ni Ripuraizu (正義はどこに リプライズ) | L, Ягами Лайт, массовка      | 22. Реквием Rekuiemu (レクイエム)                                           | Массовка                  |

Помимо японских версий песен существуют и английские демо-версии, некоторые из которых сильно отличаются от релизных вариантов по тексту.
В августе 2015 года в Японии компанией HoriPro было выпущено два CD-диска с лайв-записями песен из мюзикла. На одном диске была версия постановки с Ураи в роли Лайта, а на втором с Какидзавой.
Саундтрек к корейской версии мюзикла не издавался, однако несколько песен выложили в Интернет в качестве промо-клипов.
В общий список песен не вошли несколько реприз, которые исполнялись в мюзикле, но не вошли в официальный саундтрек.
Лицензионная концертная версия мюзикла «Тетрадь смерти» Death Note: The Сoncert состоялась в Москве (Россия) 17 апреля 2021 г. в Концертном Зале «МИР»!
В концерте приняли участие солисты Московских и Санкт-Петербургских мюзиклов:
- Александр Казьмин
- Ярослав Баярунас
- Кирилл Гордеев
- Александр Маракулин
- Елена Газаева
- Вера Свешникова
- Евдокия Малевская

Концерт прошел в сопровождении живого оркестра.
Режиссер-постановщик: Антон Преснов
Музыкальный руководитель: Мариам Барская
Педагог по вокалу: Алла Куликова
Продюсер: Кирилл Олешкевич (Продюсерский центр "Penta Entertainment")
Концерт был включен в программу «Года японо-российских межрегиональных и побратимских обменов».

## Показ мюзикла на ТВ
Два представления были показаны на японском канале WOWOW. 17 октября 2015 года была показана версия мюзикла, в которой роль Лайта исполнил Ураи Кэндзи, а 7 ноября 2015 года версия, в которой его сыграл Какидзава Хаято. Версия мюзикла 2017 года будет показана на том же канале - 2 декабря 2017 года версию с Ураи Кэндзи, а в январе 2018 года с Какидзавой Хаято. Корейская же версия мюзикла нигде не транслировалась и не издавалась, за исключением нескольких видеоклипов.

## Актёрские составы
| Роль          | Япония, 2015                                      | Япония, 2017                                      | Южная Корея, 2015    | Южная Корея, 2017    | Япония, 2020                              | Россия, 2021 Death Note: The Concert |
| ------------- | ------------------------------------------------- | ------------------------------------------------- | -------------------- | -------------------- | ----------------------------------------- | ------------------------------------ |
| Ягами Лайт    | Ураи Кэндзи (浦井健治) Какидзава Хаято (柿澤勇人) | Ураи Кэндзи (浦井健治) Какидзава Хаято (柿澤勇人) | Хон Кван Хо (홍광호) | Хан Чжи Сан (한지상) | Мураи Рёта (村井良大) Каи Сёма (甲斐翔真) | Александр Казьмин                    |
| L             | Койкэ Тэппэй (小池徹平)                           | Койкэ Тэппэй (小池徹平)                           | Ким Джунсу (김준수)  | Ким Джунсу (김준수)  | Такахаси Фу (髙橋颯)                      | Ярослав Баярунас                     |
| Аманэ Миса    | Юдзуки Фука (唯月ふうか)                          | Юдзуки Фука (唯月ふうか)                          | Чон Сун А (정선아)   | Бэн (벤)             | Кирью Сакура (吉柳咲良)                   | Вера Свешникова                      |
| Рюк           | Ёсида Котаро (吉田鋼太郎)                         | Исии Кадзутака (石井一孝)                         | Кан Хон Сок (강홍석) | Кан Хон Сок (강홍석) | Ёкота Эйдзи (横田栄司)                    | Кирилл Гордеев                       |
| Рэм           | Хамада Мэгуми (濱田めぐみ)                        | Хамада Мэгуми (濱田めぐみ)                        | Пак Хе На (박혜나)   | Пак Хе На (박혜나)   | Пак Хе На (パク・ヘナ)                    | Елена Газаева                        |
| Ягами Соитиро | Кага Такэси (鹿賀丈史)                            | Бэссё Тэцуя (別所哲也)                            | Ли Чонг Мун (이종문) | Со Ён Чжу (서영주)   | Имаи Киётака (今井清隆)                   | Александр Маракулин                  |
| Ягами Саю     | Маэсима Ами (前島亜美)                            | Такахаси Карин (髙橋果鈴)                         | Ли Су Бин (이수빈)   | Ли Су Бин (이수빈)   | Нисида Хирари (西田ひらり)                | Евдокия Малевская                    |